# BFM.ru
BFM.ru — российский деловой интернет-портал, освещает новости мирового и российского бизнеса. Лауреат Премии Рунета 2011. Входит в медиахолдинг Румедиа. Главный редактор — Алексей Аксёнов.

## История
Портал BFM.ru основан 12 ноября 2008 года и зарегистрирован в Министерстве Российской Федерации по делам печати, телерадиовещания и средств массовых коммуникаций в качестве электронного периодического издания. Свидетельство о регистрации СМИ: Эл. № ФС77-30548 от 07.12.2007 года.
Деловой портал BFM.ru был создан на основе первой биржевой газеты Business&FM, первый номер которой был выпущен 23 апреля 2007 года. У истоков портала стояли: Егор Альтман, Дмитрий Солопов, Аркадий Гайдамак и Данила Купсин.
Идею: брендплатформу, название, логотип и весь пакет фирменного стиля портала BFM.ru разработала команда Егора Альтмана и Дмитрия Солопова из рекламного синдиката «Идальго Имидж»

## Рубрики
Материалы портала разделены на 10 основных рубрик: Компании, Финансы, Политика, Общество, Право, Авто, Недвижимость, Технологии, Стиль жизни, Тесты.

## Награды
- Премия Рунета 2011 в номинации «Бизнес и экономика»[1][2]

## Статистика
- По данным LiveInternet в 2017 году портал посетили более 22 миллионов уникальных пользователей[3].